# Before and After Science
Before and After Science je páté sólové studiové album Briana Eno. Jde se o první jeho album, které vyšlo u vydavatelství Polydor Records. Produkoval ho Eno a Rhett Davies a album vyšlo v prosinci 1977.

## Seznam skladeb
| Strana 1 (LP) | Strana 1 (LP)             | Strana 1 (LP) |
| Pořadí        | Název                     | Délka         |
| ------------- | ------------------------- | ------------- |
| 1.            | No One Receiving          | 3:52          |
| 2.            | Backwater                 | 3:43          |
| 3.            | Kurt's Rejoinder          | 2:55          |
| 4.            | Energy Fools the Magician | 2:04          |
| 5.            | King's Lead Hat           | 3:56          |

| Strana 2 (LP) | Strana 2 (LP)        | Strana 2 (LP) |
| Pořadí        | Název                | Délka         |
| ------------- | -------------------- | ------------- |
| 1.            | Here He Comes        | 5:38          |
| 2.            | Julie with ...       | 6:19          |
| 3.            | By This River        | 3:03          |
| 4.            | Through Hollow Lands | 3:56          |
| 5.            | Spider and I         | 4:10          |

## Personnel
- Brian Eno – zpěv, syntezátory, kytara, syntezátorové perkuse, klavír, žestě, vibrafon, zvony
- Paul Rudolph – baskytara, kytara
- Phil Collins – bicí
- Percy Jones – bezpražcová baskytara
- Rhett Davies
- Jaki Liebezeit – bicí
- Dave Mattacks – bicí
- Shirley Williams (Robert Wyatt) – perkuse
- Kurt Schwitters – zpěv
- Fred Frith – upravené kytary
- Andy Fraser – bicí
- Phil Manzanera – kytara
- Robert Fripp – kytara
- Achim Roedelius – grand piano, elektrické piano
- Möbi Moebius – basové piano Fender
- Bill MacCormick – baskytara
- Brian Turrington – baskytara